# Pseudister sejunctus
Pseudister sejunctus är en skalbaggsart som först beskrevs av Schmidt 1896.  Pseudister sejunctus ingår i släktet Pseudister och familjen stumpbaggar. Inga underarter finns listade i Catalogue of Life.